# Lancia DiAlfa
La Lancia 18/24 HP DiAlfa était le second modèle automobile fabriqué par le jeune constructeur italien Lancia, plus puissant et rapide que son précédent modèle Alfa qu'il complétait sans le remplacer.
Présenté au cours de l'été 1908, ce nouveau modèle devait être considéré comme la grande sœur de la Lancia Alfa jusqu'alors seul modèle de la marque de Turin, dont elle se distinguait par son moteur à six cylindres et par l'augmentation de l'empattement.
Une de ses caractéristiques les plus importantes était sa vitesse de 110 km/h, jugée impressionnante à l'époque.
Seulement 23 exemplaires seront construits et vendus en 1908.

## Caractéristiques techniques
- Date de production : année 1908.
- Moteur : Lancia Tipo 53 ; placé à l'avant en long, six cylindres en ligne, tri-bloc (trois blocs en fonte de deux cylindres chacun), alésage 90 mm et course 100 mm, cylindrée totale 3 817,03 cm3, culasse fixe, bloc en aluminium, distribution par soupapes latérales (deux par cylindre) commandées par un arbre à cames latéral à engrenages ; vilebrequin sur quatre supports ; taux de compression 4,8:1, puissance maxi 40 ch à 1 500 tr/min, régime maximum : 1 800 tr/min ; alimentation par carburateur vertical Lancia à deux étages, préchauffage du carburant par échangeur sur le radiateur ; allumage haute tension (Bosch) ; lubrification gravitaire et pompe auxiliaire pour lubrifier les supports, variable en fonction du régime moteur, d'une capacité de 12 L ; refroidissement par liquide avec une pompe centrifuge et radiateur nid d'abeilles et ventilateur.
- Transmission : arbre avec cardans, propulsion ; embrayage multidisque à bain d'huile ; boîte de vitesses en aluminium à quatre rapports avant et marche arrière ; rapports de boîte : 4,219:1 en première, 2,506:1 en seconde, 1,656:1 en troisième, prise directe (1:1) en quatrième, 4,219:1 en marche arrière ; rapport de réduction final (engrenages coniques) 2,722:1 (18/49).
- Suspensions : essieu rigide à l'avant avec lames longitudinales semi-elliptiques, essieu rigide à l'arrière avec lames longitudinales 3/4 d'ellipse.
- Freins : frein mécanique au pied agissant sur la transmission et frein à main sur les roues arrière.
- Pneumatiques : jantes en bois à rayons, pneumatiques 820 x 120.
- Direction : conduite à droite ; direction à vis.
- Châssis : en acier, longerons et traverses ; empattement 3 235 mm, voies avant et arrière 1 330 mm ; longueur 4 215 mm et largeur du châssis 1 615 mm ; poids du châssis 750 kg.
- Prestations : vitesse maxi 110 km/h.
- Prix : catalogue année 1908 : châssis nu 14 000 lires.
- Numérotation châssis : du no 37 au no 136.

Parmi ces numéros sont inclus les 23 exemplaires du modèle 18/24 HP-DiAlfa.